# John Carver (Kolonialgouverneur)

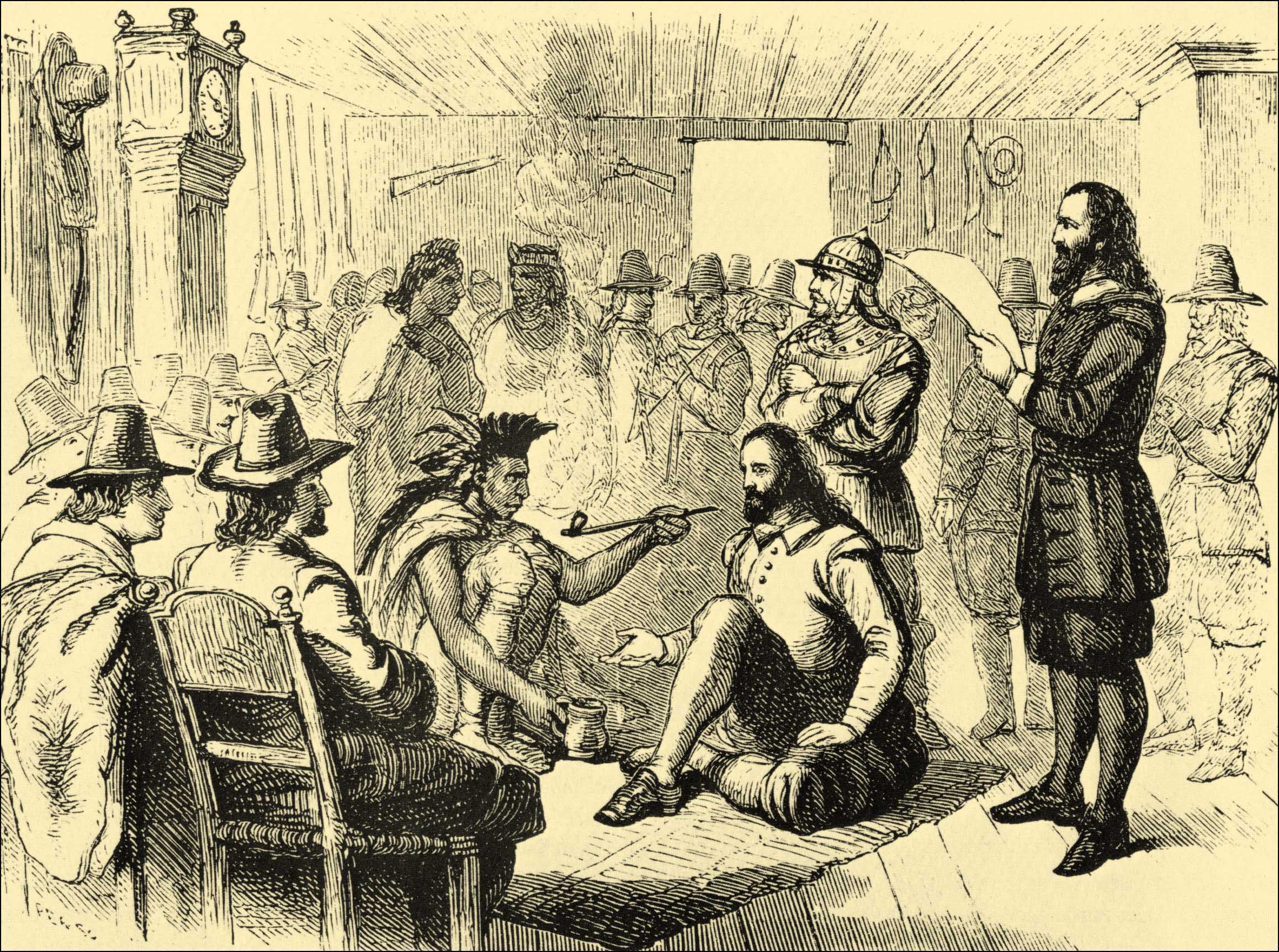
John Carver in Verhandlungen mit Massasoit vom Stamm der Wampanoag

John Carver († 1621 in Plymouth, Massachusetts) war ein englischer Pilgerführer und erster Gouverneur der neuenglischen Kolonie Plymouth (Plymouth Colony).

## Familie
Carver war ein wohlhabender Londoner Händler, verließ England jedoch 1607 oder 1608 wegen politischer Verfolgung und ging nach Leiden in die Niederlande, wo er ein Mitglied der separatistischen Kongregationalistengemeinde wurde, die von Pastor John Robinson geführt wurde. Dort heiratete Carver 1609 Marie de Lanno, die 1616 starb. Carver heiratete ein Jahr später Katherine (White) Legatt. Sie hatten zwei Kinder, die aber beide schon in Leiden starben.

## Mayflower
1617 begannen einige Mitglieder der Gemeinde in Leiden, unter ihnen John Carver und Robert Cushman, mit der Planung, eine Kolonie in Amerika zu gründen. Die Verhandlungen zur Beschaffung der Mittel wurden erst mit der Virginia Company geführt. Ein Jahr später wurden die Verhandlungen aber mit einer Gruppe von Londoner Kaufleuten um Thomas Weston aufgenommen. Carver heuerte die Mayflower an und stach im September 1620 von Leiden aus mit 101 weiteren Kolonisten in See.

## In derNeuen Welt
Am 11. November 1620 gehörte Carver zu den Verfassern und Unterzeichnern des Mayflower-Vertrages. Am selben Tag wurde er zum Gouverneur der zukünftigen Kolonie Plymouth für die erste einjährige Amtszeit ernannt. Er trug entscheidend dazu bei, dass das heutige Plymouth als Siedlungsort ausgewählt wurde und dass 1621 ein Bündnis mit Häuptling Massasoit vom Wampanoag-Stamm geschlossen wurde.
Die Siedlung war mangelhaft organisiert. Etwa die Hälfte der ursprünglich 102 Kolonisten starb im Winter 1621 an den Folgen von Kälte und dem Mangel an Nahrungsmitteln, darunter auch Carver. Seine Frau starb nur wenige Wochen später. Als Gouverneur folgte ihm für 30 Wahlperioden
William Bradford nach.
Carver lebte also gerade einmal ein halbes Jahr in Amerika. Sein größter Beitrag zum Gelingen des Unternehmens waren die Verhandlungen und die Vorbereitungen in London und Southampton im Auftrag der Gemeinde in Leiden vor der Abreise 1620.